# アヴェンティーノ

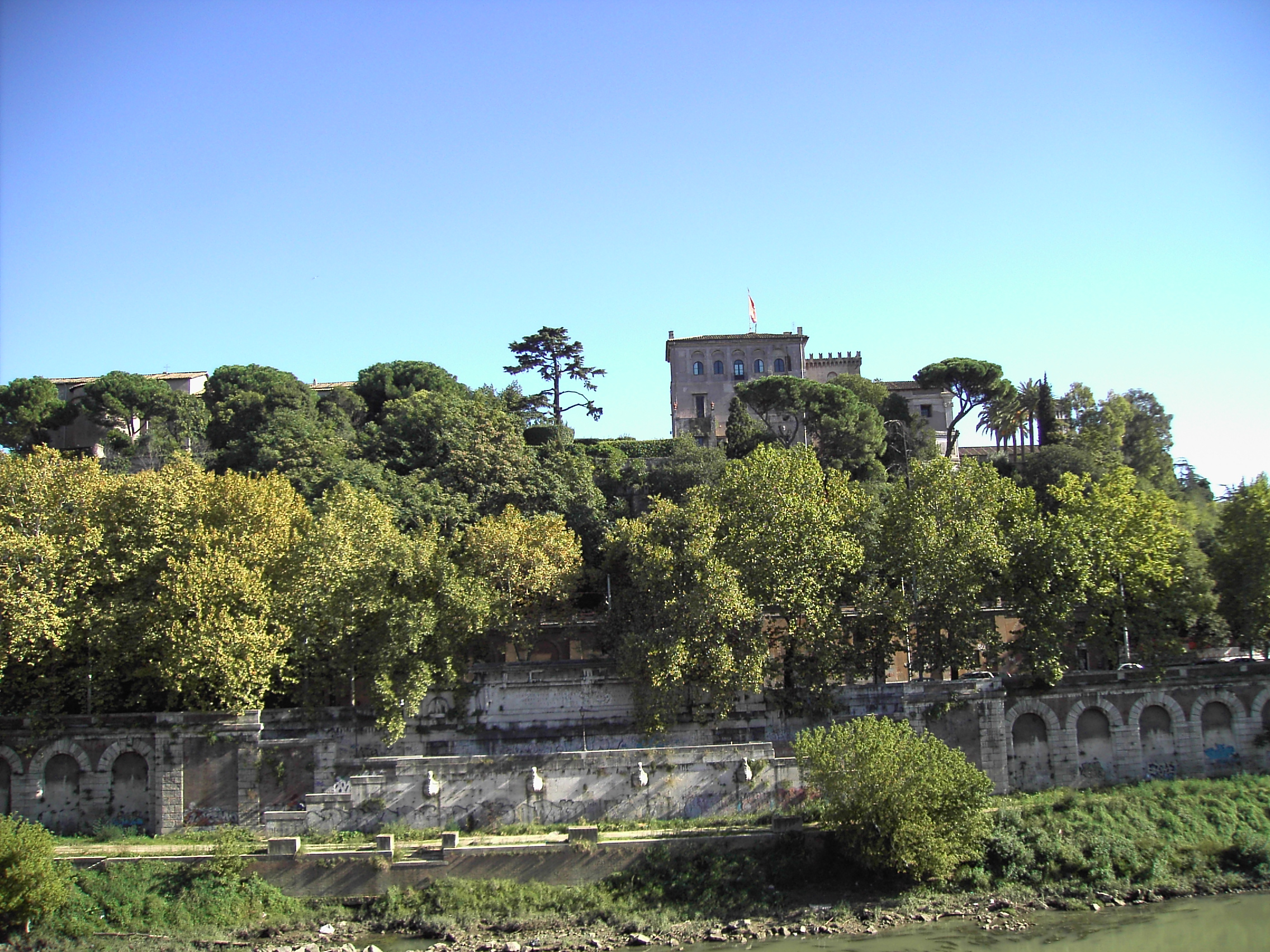
アヴェンティーノ

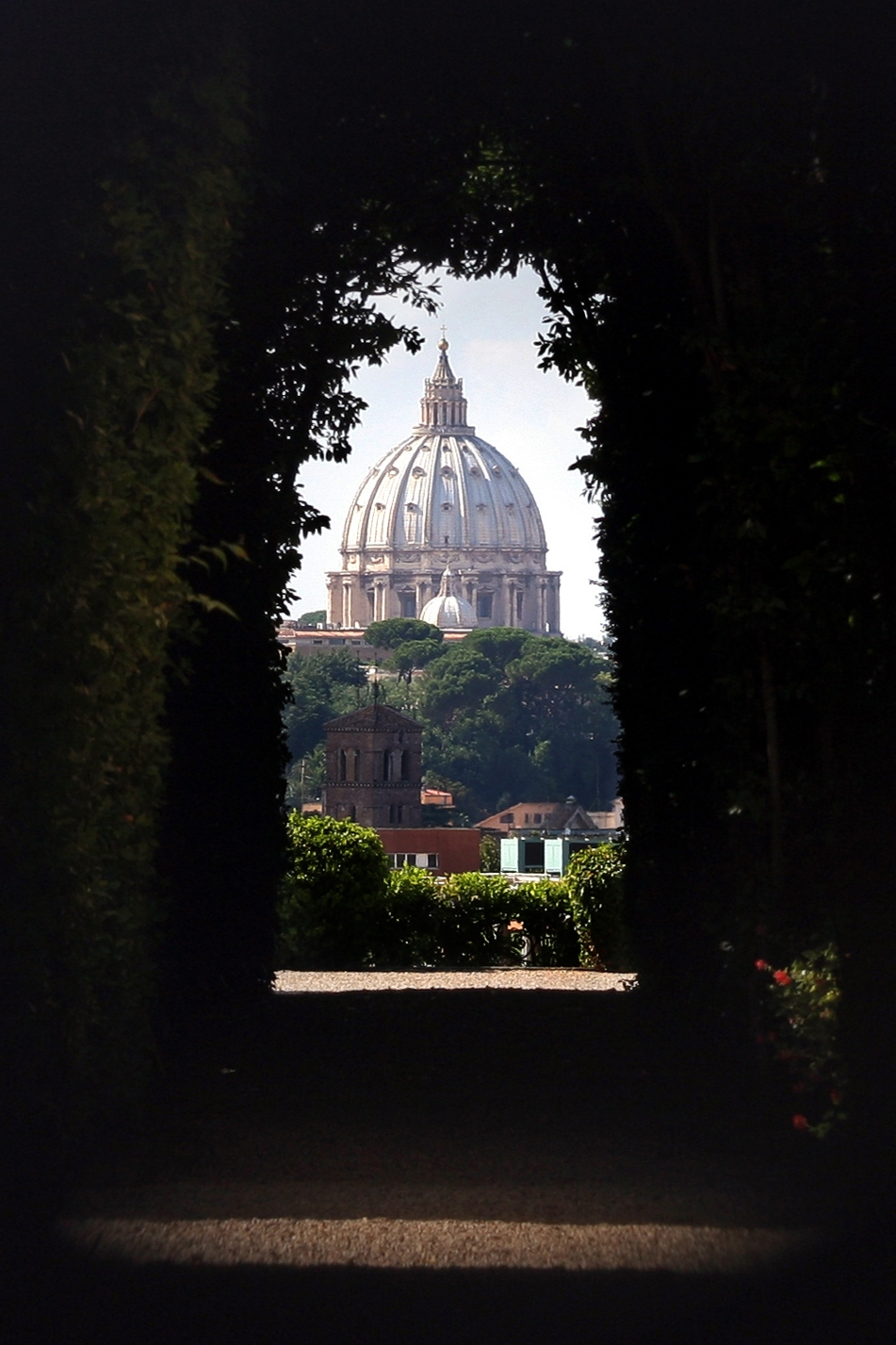
鍵穴（聖ヨハネ騎士団の館）<:it:Villa del Priorato di Malta>のサン・ピエトロ大聖堂

アヴェンティーノ（イタリア語: Aventino）、アウェンティヌス（ラテン語: Aventinus）は、ローマの七丘の1つで、ローマの起源となった場所である。ローマの七丘のひとつであるパラティーノとは隣接している。チルコ・マッシモを挟んだパラティーノの丘の西側、チェリオの丘の南西にある。つまり、テルミニ駅からは最も遠い丘となる。
この丘の領域内、北西部には5世紀頃に起源を遡るサンタ・サビーナ聖堂がある。

## 歴史
古代ローマ時代にはアウェンティヌスの丘と呼ばれ、セルウィウス・トゥッリウス王によってディアーナ神殿が建てられ、国有地とされていた。共和政ローマとなって紀元前456年、護民官ルキウス・イキリウスが人口増加対策のためここを居住地とするイキリウス法を提出し可決されたため、人々が住み着くようになったという。

## ローマの七つの丘
紀元前31年のローマの地図上に示した、ローマの七丘およびその他の主要地形の名称。都市を囲む黒点線はセルウィウス城壁
初期ローマの七丘
都市ローマ成立前に人が定住したと伝えられる七丘で、オッピウス（オッピオ）、パラティウム（パラティーノの東側）、ウェリア（ヴェーリア）、ファグタル（オッピオの一部）、ケルマルス（パラティーノの西側）、カエリウス（チェリオ）、キスピウスの7つである。
※カッコ内は現代のイタリア語での表記。
ローマの七丘

都市ローマの起源となったローマの七丘は、アウェンティヌス（アヴェンティーノ）、カピトリヌス（カンピドリオ）、カエリウス（チェリオ）、エスクイリヌス（エスクイリーノ）、パラティヌス（パラティーノ）、クイリナリス（クイリナーレ）、ウィミナリス（ヴィミナーレ）の7つである。
※カッコ内は現代のイタリア語での表記。
現代のローマ七丘
アウェンティヌス（アヴェンティーノ）、カピトリヌス（カンピドリオ）、パラティヌス（パラティーノ）、クイリナリス（クイリナーレ）、ホルトゥロルム（ピンチョ）、ヤニクルム（ジャニコロ）、オッピウス（オッピオ）の7つである。
※カッコ内は現代のイタリア語での表記。